# Gordon Tootoosis
Gordon Tootoosis (reserva Poundmaker, Saskatchewan, 25 de outubro de 1941 - Saskatoon, 5 de julho de 2011) foi um ator canadense de ascendência indígena. Ele era descendente de Yellow Mud Blanket, irmão do índio Pitikwahanapiwiyin.

## Filmografia (seleção)
- Stone Fox (1987) - title role
- Black Robe (1991) - Old Aenons
- Leaving Normal (1992) - Hank Amaruk
- By Way of the Stars (1992 TV mini-séries) - The Cree Chief
- North of 60 (1992, TV séries) - Albert Golo
- The Call of the Wild (1993) (TV) - Charlie
- Legends of the Fall (1994) - One Stab
- Pocahontas (1995) - Kekata (voz)
- Pocahontas: The Legend (1995) - Chief Powhatan (Wahunsonacock)
- Lone Star (1996) - Wesley Birdsong
- Crazy Horse (1996) - Akicita
- Alaska (filme) (1996) - Ben Quincy General Store
- Song of Hiawatha  (1997) - Iagoo
- The Edge (1997) - Jack Hawk
- Reindeer Games (2000) - Old Governor
- Dream Storm: A North of 60 Mystery (2001) (TV) - Albert Golo
- Now and Forever (2002) - Ghost Fox
- Dreamkeeper (2003) (TV) - Kills Enemy
- Smallville (2004) (TV)
- Into the West (2005) (TV) - Growling Bear
- Shania: A Life in Eight Albums (2005) - Greey Twain
- Hank Williams First Nation (2005) - Adelard Fox
- Open Season (2006) - Gordy (voz)
- Bury My Heart at Wounded Knee (2007) - Red Cloud